# 斑副棘鮃
斑副棘鮃為輻鰭魚綱鰈形目鰈亞目牙鮃科的其中一種，為亞熱帶海水魚，分布於西大西洋區，從美國北卡羅萊那州至墨西哥灣北部海域，棲息深度可達90公尺，體長可達20公分，棲息在沙底質底層水域，生活習性不明。

## 扩展阅读
維基物種上的相關：斑副棘鮃